# 9325 Stonehenge
A 9325 Stonehenge (ideiglenes jelöléssel 1989 GG4) a Naprendszer kisbolygóövében található aszteroida. Eric Walter Elst fedezte fel 1989. április 3-án.